# Copa Mundial de Hockey Femenino de 1998
La IX Copa Mundial de Hockey Femenino se celebró en Utrecht (Países Bajos) entre el 20 y el 31 de mayo de 1998 bajo la organización de la Federación Internacional de Hockey (FIH) y la Real Federación Neerlandesa de Hockey.
Los partidos se realizaron en el Estadio Galgenwaard de la ciudad neerlandesa. Compitieron en el campeonato 12 selecciones nacionales afiliadas a la FIH por el título mundial, cuyo anterior portador era el equipo de Australia, ganador del Mundial de 1994.
El equipo de Australia conquistó su segundo título mundial al vencer en la final al equipo de los Países Bajos con un marcador de 2-3. El conjunto de Alemania ganó la medalla de bronce en el partido por el tercer puesto contra el equipo de Argentina.

## Grupos
| Grupo A        | Grupo B       |
| -------------- | ------------- |
| Australia      | Países Bajos  |
| Alemania       | Argentina     |
| Sudáfrica      | Corea del Sur |
| Estados Unidos | Nueva Zelanda |
| Escocia        | Inglaterra    |
| China          | India         |

## Primera fase
- Todos los partidos en la hora local de los Países Bajos (UTC+2).

Los primeros dos de cada grupo disputaron las semifinales. El resto disputaron los correspondientes partidos de clasificación final.

### Grupo A
| Equipo         | J | G | E | P | GF | GC | DG  | PTS |
| -------------- | - | - | - | - | -- | -- | --- | --- |
| Australia      | 5 | 5 | 0 | 0 | 26 | 4  | +22 | 15  |
| Alemania       | 5 | 4 | 0 | 1 | 13 | 8  | +5  | 12  |
| Sudáfrica      | 5 | 2 | 0 | 3 | 11 | 14 | -3  | 6   |
| Estados Unidos | 5 | 2 | 0 | 3 | 9  | 14 | -5  | 6   |
| Escocia        | 5 | 2 | 0 | 3 | 6  | 11 | -5  | 6   |
| China          | 5 | 0 | 0 | 5 | 4  | 18 | -14 | 0   |

- Resultados

| Fecha | Hora  | Partido        | Partido | Partido        | Resultado |
| ----- | ----- | -------------- | ------- | -------------- | --------- |
| 20.05 | 12:35 | Escocia        | -       | Australia      | 0-5       |
| 20.05 | 16:05 | Sudáfrica      | -       | China          | 2-1       |
| 20.05 | 17:35 | Alemania       | -       | Estados Unidos | 5-1       |
| 22.05 | 12:35 | Alemania       | -       | Sudáfrica      | 4-3       |
| 22.05 | 13:35 | Estados Unidos | -       | Escocia        | 2-1       |
| 22.05 | 15:05 | Australia      | -       | China          | 7-1       |
| 24.05 | 11:05 | Australia      | -       | Estados Unidos | 6-1       |
| 24.05 | 12:05 | China          | -       | Alemania       | 1-3       |
| 24.05 | 14:35 | Sudáfrica      | -       | Escocia        | 2-3       |
| 26.05 | 12:35 | Escocia        | -       | China          | 2-1       |
| 26.05 | 13:35 | Estados Unidos | -       | Sudáfrica      | 1-2       |
| 26.07 | 15:05 | Alemania       | -       | Australia      | 0-3       |
| 27.05 | 13:35 | China          | -       | Estados Unidos | 0-4       |
| 27.05 | 17:35 | Australia      | -       | Sudáfrica      | 5-2       |
| 27.05 | 18:35 | Escocia        | -       | Alemania       | 0-1       |

### Grupo B
| Equipo        | J | G | E | P | GF | GC | DG  | PTS |
| ------------- | - | - | - | - | -- | -- | --- | --- |
| Países Bajos  | 5 | 4 | 1 | 0 | 13 | 5  | +8  | 13  |
| Argentina     | 5 | 4 | 1 | 0 | 12 | 7  | +5  | 13  |
| Corea del Sur | 5 | 3 | 0 | 2 | 13 | 11 | +2  | 9   |
| Nueva Zelanda | 5 | 2 | 0 | 3 | 10 | 11 | -1  | 6   |
| Inglaterra    | 5 | 1 | 0 | 4 | 8  | 12 | -4  | 3   |
| India         | 5 | 0 | 0 | 5 | 4  | 14 | -10 | 0   |

- Resultados

| Fecha | Hora  | Partido       | Partido | Partido       | Resultado |
| ----- | ----- | ------------- | ------- | ------------- | --------- |
| 20.05 | 13:35 | India         | -       | Inglaterra    | 0-1       |
| 20.05 | 15:05 | Corea del Sur | -       | Argentina     | 1-2       |
| 20.05 | 17:35 | Países Bajos  | -       | Nueva Zelanda | 2-1       |
| 21.05 | 15:05 | Inglaterra    | -       | Países Bajos  | 2-3       |
| 21.05 | 16:05 | Argentina     | -       | India         | 2-1       |
| 21.05 | 18:35 | Corea del Sur | -       | Nueva Zelanda | 5-4       |
| 23.05 | 11:05 | Nueva Zelanda | -       | India         | 2-1       |
| 23.05 | 12:05 | Inglaterra    | -       | Argentina     | 2-4       |
| 23.05 | 16:05 | Países Bajos  | -       | Corea del Sur | 1-0       |
| 25.05 | 12:35 | Inglaterra    | -       | Corea del Sur | 2-3       |
| 25.05 | 13:35 | Argentina     | -       | Nueva Zelanda | 2-1       |
| 25.07 | 20:05 | Países Bajos  | -       | India         | 5-0       |
| 27.05 | 11:05 | Nueva Zelanda | -       | Inglaterra    | 2-1       |
| 27.05 | 16:05 | India         | -       | Corea del Sur | 2-4       |
| 27.05 | 20:05 | Argentina     | -       | Países Bajos  | 2-2       |

## Fase final
- Todos los partidos en la hora local de los Países Bajos (UTC+2).

|  | Semifinales  | Semifinales  |   |          | Final        | Final |  |
|  |              |              |   |          |              |       |  |
|  |              |              |   |          |              |       |  |
|  |              |              |   |          |              |       |  |
|  | Australia    | 4            |   |          |              |       |  |
|  | Argentina    | 2            |   |          |              |       |  |
|  |              |              |   |          |              |       |  |
|  |              |              |   |          |              |       |  |
|  |              |              |   |          | Australia    | 3     |  |
|  |              | Países Bajos | 2 |          |              |       |  |
|  |              |              |   |          |              |       |  |
|  |              |              |   |          |              |       |  |
|  |              |              |   |          | Tercer lugar |       |  |
|  |              |              |   |          |              |       |  |
|  | Alemania     | 1            |   | Alemania | 3            |       |  |
|  | Países Bajos | 6            |   |          | Argentina    | 2     |  |

### Partidos de clasificación
Puestos 9.º a 12.º
| Fecha | Hora  | Partido | Partido | Partido    | Resultado |
| ----- | ----- | ------- | ------- | ---------- | --------- |
| 29.05 | 13:35 | Escocia | -       | India      | 5-3       |
| 29.05 | 16:05 | China   | -       | Inglaterra | 0-3       |

Puestos 5.º a 8.º
| Fecha | Hora  | Partido        | Partido | Partido       | Resultado |
| ----- | ----- | -------------- | ------- | ------------- | --------- |
| 29.05 | 12:35 | Sudáfrica      | -       | Nueva Zelanda | 1-3       |
| 29.05 | 15:05 | Estados Unidos | -       | Corea del Sur | 0-2       |

Undécimo lugar
| Fecha | Hora  | Partido | Partido | Partido | Resultado |
| ----- | ----- | ------- | ------- | ------- | --------- |
| 30.05 | 15:05 | India   | -       | China   | 2-4       |

Noveno lugar
| Fecha | Hora  | Partido | Partido | Partido    | Resultado |
| ----- | ----- | ------- | ------- | ---------- | --------- |
| 30.05 | 17:35 | Escocia | -       | Inglaterra | 0-2       |

Séptimo lugar
| Fecha | Hora  | Partido        | Partido | Partido   | Resultado   |
| ----- | ----- | -------------- | ------- | --------- | ----------- |
| 31.05 | 12:35 | Estados Unidos | -       | Sudáfrica | 0-0 (2-4) P |

Quinto lugar
| Fecha | Hora  | Partido       | Partido | Partido       | Resultado |
| ----- | ----- | ------------- | ------- | ------------- | --------- |
| 31.05 | 11:05 | Corea del Sur | -       | Nueva Zelanda | 4-3       |

### Semifinales
| Fecha | Hora  | Partido   | Partido | Partido      | Resultado |
| ----- | ----- | --------- | ------- | ------------ | --------- |
| 29.05 | 17:35 | Australia | -       | Argentina    | 4-2       |
| 29.05 | 20:35 | Alemania  | -       | Países Bajos | 1-6       |

### Tercer lugar
| Fecha | Hora  | Partido  | Partido | Partido   | Resultado |
| ----- | ----- | -------- | ------- | --------- | --------- |
| 31.05 | 13:35 | Alemania | -       | Argentina | 3-2       |

### Final
| Fecha | Hora  | Partido      | Partido | Partido   | Resultado |
| ----- | ----- | ------------ | ------- | --------- | --------- |
| 31.05 | 16:05 | Países Bajos | -       | Australia | 2-3       |

## Clasificación general
| 1. Australia      |
| 2. Países Bajos   |
| 3. Alemania       |
| 4. Argentina      |
| 5. Corea del Sur  |
| 6. Nueva Zelanda  |
| 7. Sudáfrica      |
| 8. Estados Unidos |
| 9. Inglaterra     |
| 10. Escocia       |
| 11. China         |
| 12. India         |

### Máximas Goleadoras
8 goles
- Australia Alyson Annan

7 goles
- Australia Bianca Langham
- Sudáfrica Pietie Coetzee

6 goles
- Australia Julie Towers
- Países Bajos Carole Thate

5 goles
- Inglaterra Purdy Miller
- Escocia Sue MacDonald